# Adrenomedullina
L'adrenomedullina (ADM o AM) è un ormone peptidico vasodilatatore dal ruolo incerto, isolato nel 1993, e prende nome dall'inglese adrenal medulla, proprio in quanto identificato inizialmente da un feocromocitoma, un tumore della midollare del surrene.
È un peptide espresso da tutti i tessuti e presente nel circolo ematico.
Negli esseri umani l'adrenomedullina è codificata dal gene ADM.

## Funzione
L'adrenomedullina potrebbe essere coinvolta nel controllo della circolazione perché si trova nel sangue in una concentrazione considerevole. 
Inizialmente era stato considerato come un vasodilatatore e alcuni sostengono che sia il peptide vasodilatatore endogeno più potente presente nel corpo. 
Altri effetti dell'adrenomedullina includono l'angiogenesi e l'aumento della tolleranza delle cellule allo stress ossidativo e al danno ipossico.
L'adrenomedullina è considerata favorire malattie quali ipertensione, infarto del miocardio, broncopneumopatia cronica ostruttiva e altre malattie cardiovascolari.
Un peptide simile denominato adrenomedullina-2 è stato segnalato nei ratti nel 2004, e presenta una funzione simile.